# 6821 Раневська
6821 Раневська (6821 Ranevskaya) — астероїд головного поясу, відкритий 29 вересня 1986 року.
Тіссеранів параметр щодо Юпітера — 3,375.